# Nearchaster fisheri
Nearchaster fisheri is een zeester uit de familie Benthopectinidae.
De wetenschappelijke naam van de soort werd in 1921 gepubliceerd door Ludwig Döderlein.